# Locomotiva LNER A1 Peppercorn
Il gruppo A1 Peppercorn della London and North Eastern Railway (LNER) fu un tipo di locomotiva a vapore per treni viaggiatori espressi.
Furono progettate da Arthur Henry Peppercorn (Stoke Prior presso Leominster, 1889- ... 1951), che tra il 1946 e il 1948 fu l'ultimo chief mechanical engineer (CME) della LNER, e costruite in 49 unità nel 1948-1949, a cavallo della nazionalizzazione (le ultime furono consegnate alla British Railways).
Radiate e demolite tutte entro il 1966. rimasero nella considerazione degli storici e degli appassionati come uno dei migliori gruppi di locomotive a vapore del Regno Unito.
Nel 2009, per iniziativa di un gruppo di privati denominatosi A1 Steam Locomotive Trust, venne immessa in servizio per treni turistici e rievocativi una locomotiva nuova, denominata 60163 Tornado, costruita seguendo fedelmente i disegni e le specifiche delle A1 Peppercorn.

## Progetto
Il gruppo A1 fu progettato tra il 1946 e il 1948 per il servizio sulla linea dorsale est (East Coast Main Line) Londra-York-Newcastle-upon-Tyne-Edinburgh-Aberdeen.
Progettato parallelamente al gruppo A2 Peppercorn, esso condusse a macchine che, con una velocità massima di 160 km/h e una potenza di 2.000 kW, furono generalmente al traino di convogli di 15 veicoli e di 550 t di massa.

## Costruzione

### Elenco delle locomotive
Le 49 macchine componenti il gruppo A1 Peppercorn furono costruite nelle officine di Darlington e di Doncaster dell’Eastern Region delle British Railways tra il 1948 e il 1949.
La tabella elenca le unità che costituivano il gruppo
Alle varie unità furono attribuiti nomi di personalità civili e ferroviarie (W. P. Allen, Archibald Sturrock, Patrick Stirling, H. A. Ivatt, Sir Vincent Raven, Wilson Worsdell, Edward Fletcher, Sir Walter Scott, Saint Mungo), di cavalli da corsa (Bois Roussel, Silurian, Scottish Union, Bongrace, Pommern, Foxhunter, Alcazar, Boswell, King's Courier, Aboyeur, Amadis, Willbrook, Flamboyant), di uccelli: Kittiwake, Curlew, Kestrel, Osprey, Sea Eagle, Peregrine, relativi alle opere di Walter Scott (Meg Merrilies, Hal o’ the Wynd, Kenilworth, Guy Mannering, Marmion, Borderer, Madge Wildfire, Redgauntlet, Bonnie Dundee), di aziende ferroviarie esistenti prima della riorganizzazione del 1923: North Eastern, Great Central, Great Eastern, North British, e di luoghi geografici: Balmoral, Abbotsford (casa di Walter Scott), Midlothian, Holyrood, Bon Accord (motto di Aberdeen), Auld Reekie (Edimburgo), Saint Johnstoun (vecchio nome di Perth), Aberdonian.
| Numeri | Nomi               | Costruzione    | Costruttore | Radiazione    | Note                                               |
| ------ | ------------------ | -------------- | ----------- | ------------- | -------------------------------------------------- |
| 60114  | W. P. Allen        | agosto 1948    | Doncaster   | dicembre 1964 |                                                    |
| 60115  | Meg Merrilies      | settembre 1948 | Doncaster   | novembre 1962 |                                                    |
| 60116  | Hal o' the Wynd    | ottobre 1948   | Doncaster   | giugno 1965   |                                                    |
| 60117  | Bois Roussel       | ottobre 1948   | Doncaster   | giugno 1965   |                                                    |
| 60118  | Archibald Sturrock | novembre 1948  | Doncaster   | ottobre 1965  |                                                    |
| 60119  | Patrick Stirling   | novembre 1948  | Doncaster   | maggio 1964   |                                                    |
| 60120  | Kittiwake          | dicembre 1948  | Doncaster   | gennaio 1964  |                                                    |
| 60121  | Silurian           | dicembre 1948  | Doncaster   | ottobre 1965  |                                                    |
| 60122  | Curlew             | dicembre 1948  | Doncaster   | dicembre 1962 |                                                    |
| 60123  | H. A. Ivatt        | febbraio 1949  | Doncaster   | ottobre 1962  |                                                    |
| 60124  | Kenilworth         | marzo 1949     | Doncaster   | marzo 1966    |                                                    |
| 60125  | Scottish Union     | aprile 1949    | Doncaster   | luglio 1964   |                                                    |
| 60126  | Sir Vincent Raven  | aprile 1949    | Doncaster   | gennaio 1965  |                                                    |
| 60127  | Wilson Worsdell    | maggio 1949    | Doncaster   | giugno 1965   |                                                    |
| 60128  | Bongrace           | maggio 1949    | Doncaster   | gennaio 1965  |                                                    |
| 60129  | Guy Mannering      | giugno 1949    | Doncaster   | ottobre 1965  |                                                    |
| 60130  | Kestrel            | settembre 1948 | Darlington  | ottobre 1965  |                                                    |
| 60131  | Osprey             | ottobre 1948   | Darlington  | ottobre 1965  |                                                    |
| 60132  | Marmion            | ottobre 1948   | Darlington  | giugno 1965   |                                                    |
| 60133  | Pommern            | ottobre 1948   | Darlington  | giugno 1965   |                                                    |
| 60134  | Foxhunter          | novembre 1948  | Darlington  | ottobre 1965  |                                                    |
| 60135  | Madge Wildfire     | novembre 1948  | Darlington  | novembre 1962 |                                                    |
| 60136  | Alcazar            | novembre 1948  | Darlington  | maggio 1963   |                                                    |
| 60137  | Redgauntlet        | dicembre 1948  | Darlington  | ottobre 1962  |                                                    |
| 60138  | Boswell            | dicembre 1948  | Darlington  | ottobre 1965  |                                                    |
| 60139  | Sea eagle          | dicembre 1948  | Darlington  | giugno 1964   |                                                    |
| 60140  | Balmoral           | dicembre 1948  | Darlington  | gennaio 1965  |                                                    |
| 60141  | Abbotsford         | dicembre 1948  | Darlington  | ottobre 1964  |                                                    |
| 60142  | Edward Fletcher    | febbraio 1949  | Darlington  | giugno 1965   |                                                    |
| 60143  | Sir Walter Scott   | febbraio 1949  | Darlington  | maggio 1964   |                                                    |
| 60144  | King's Courier     | marzo 1949     | Darlington  | aprile 1963   |                                                    |
| 60145  | Saint Mungo        | marzo 1949     | Darlington  | giugno 1966   | Tentativo di conservazione non andato a buon fine. |
| 60146  | Peregrine          | aprile 1949    | Darlington  | ottobre 1965  |                                                    |
| 60147  | North Eastern      | aprile 1949    | Darlington  | agosto 1964   |                                                    |
| 60148  | Aboyeur            | maggio 1949    | Darlington  | giugno 1965   |                                                    |
| 60149  | Amadis             | maggio 1949    | Darlington  | giugno 1964   |                                                    |
| 60150  | Willbrook          | giugno 1949    | Darlington  | ottobre 1964  |                                                    |
| 60151  | Midlothian         | giugno 1949    | Darlington  | novembre 1965 |                                                    |
| 60152  | Holyrood           | luglio 1949    | Darlington  | giugno 1965   |                                                    |
| 60153  | Flamboyant         | agosto 1949    | Doncaster   | novembre 1962 |                                                    |
| 60154  | Bon Accord         | settembre 1949 | Doncaster   | ottobre 1965  |                                                    |
| 60155  | Borderer           | settembre 1949 | Doncaster   | ottobre 1965  |                                                    |
| 60156  | Great Central      | ottobre 1949   | Doncaster   | maggio 1965   |                                                    |
| 60157  | Great Eastern      | novembre 1949  | Doncaster   | gennaio 1965  |                                                    |
| 60158  | Aberdonian         | novembre 1949  | Doncaster   | dicembre 1964 |                                                    |
| 60159  | Bonnie Dundee      | novembre 1949  | Doncaster   | ottobre 1963  |                                                    |
| 60160  | Auld Reekie        | dicembre 1949  | Doncaster   | dicembre 1963 |                                                    |
| 60161  | North British      | dicembre 1949  | Doncaster   | ottobre 1963  |                                                    |
| 60162  | Saint Johnstoun    | dicembre 1949  | Doncaster   | ottobre 1963  |                                                    |

## Esercizio
Il gruppo A1 Peppercorn prestò servizio sulle linee della North Eastern Region delle British Railways, che comprendeva le regioni geografiche del North East of England, dello Yorkshire e dell'Humber. Istituita nel 1948 a seguito della nazionalizzazione, la regione comprendeva la rete e gli impianti già della North Eastern Railway (la cui origine datava al 1844 come Great North of Scotland Railway), che nel 1923, con altre aziende ferroviarie, costituì la London and North Eastern Railway. Nel 1967 la North Eastern Region venne inserita nella Eastern Region delle British Railways.
Nel 1961 le A1 Peppercorn avevano totalizzato nell'esercizio 48 milioni di miglia, equivalenti a 202 miglia giornaliere per locomotiva. Insieme all'elevata affidabilità (l'unico serio inconveniente d'esercizio era la tendenza al moto di galoppo, che fu eliminato con modifiche degli organi di richiamo del carrello di guida anteriore) ciò spinse a considerarle tra le migliori macchine presenti nel parco inglese

## Conservazione museale

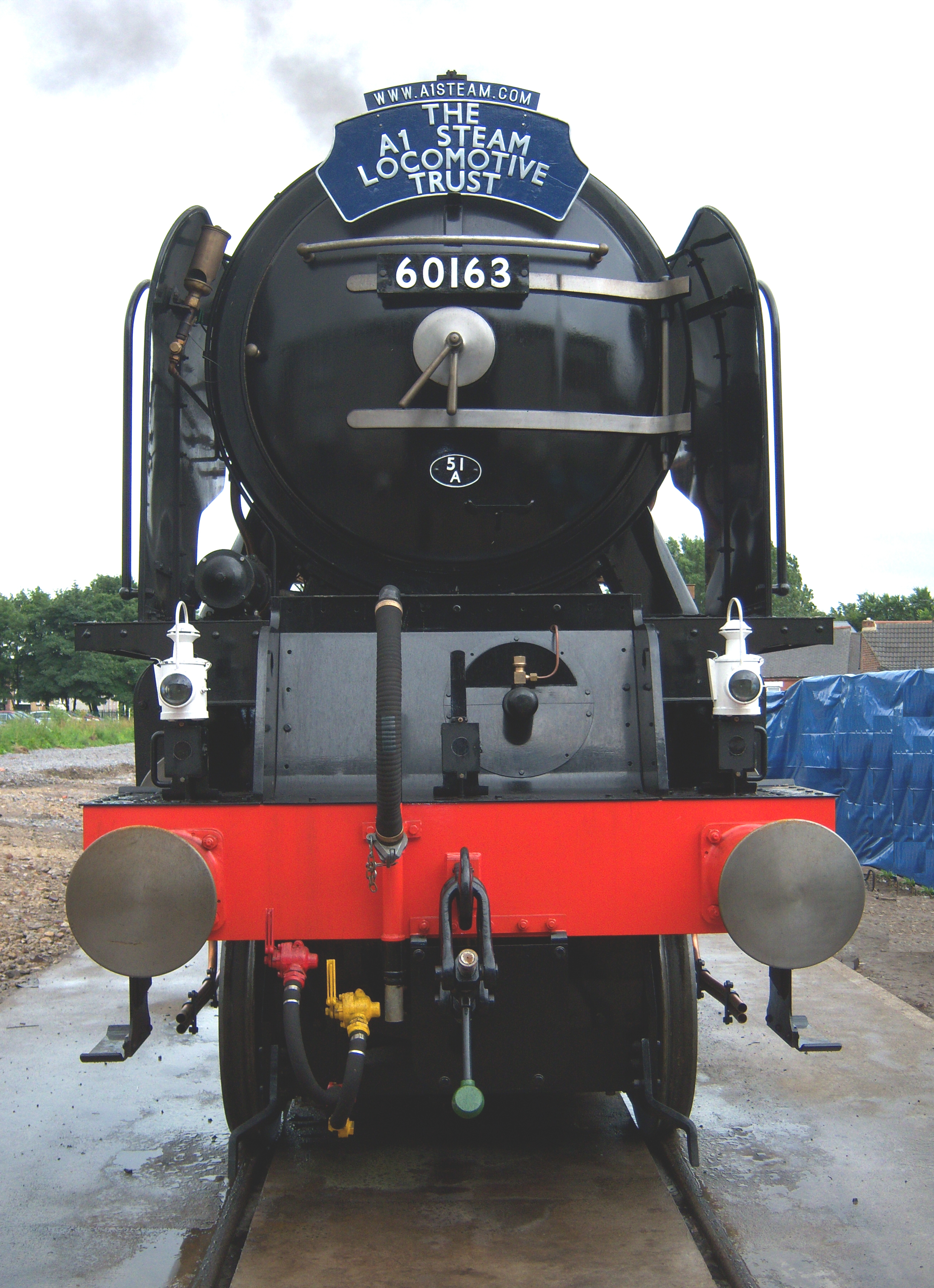
La locomotiva 60163 Tornado a Darlington nell'agosto 2008.

Nonostante gli sforzi di Geoff Drury (un cultore della trazione a vapore che era riuscito nello sforzo di preservare la 60532 Blue Peter e altre locomotive), che aveva tentato d'acquistare la 60145 Saint Mungo, dal giugno 1966 non esisteva più alcuna A1.
Tuttavia, la diffusa considerazione di cui godeva il lavoro del loro progettista spinse un gruppo di cultori a costituirsi in un'associazione, denominata A1 Steam Locomotive Trust, avente per obiettivo la costruzione a nuovo di una locomotiva A1 Peppercorn.
La costruzione fu iniziata nel 1990 e completata nel 2009 con la consegna all'esercizio della locomotiva denominata 60163 Tornado, che dal gennaio 2009 viene utilizzata regolarmente per viaggi rievocativi e turistici.